# Brasile ai XXI Giochi olimpici invernali
Il Brasile ha partecipato ai XXI Giochi olimpici invernali di Vancouver, che si sono svolti dal 12 al 28 febbraio 2010, con una delegazione di 5 atleti.

## Sci alpino
| Gara    | Atleta          | 1° manche  | 2° manche | Tempo totale | Posizione |
| ------- | --------------- | ---------- | --------- | ------------ | --------- |
| Slalom  | Jhonatan Longhi | non finito |           |              |           |
| Gigante | Jhonatan Longhi | 1'24"76    | 1'29"27   | 2'54"03      | 56°       |

| Gara    | Atleta        | 1° manche  | 2° manche | Tempo totale | Posizione |
| ------- | ------------- | ---------- | --------- | ------------ | --------- |
| Slalom  | Maya Harrison | 1'01"18    | 1'00"49   | 2'01"67      | 48°       |
| Gigante | Maya Harrison | non finito |           |              |           |

## Sci di fondo
| Gara                   | Atleta         | Tempo d'arrivo | Posizione |
| ---------------------- | -------------- | -------------- | --------- |
| 15 km a tecnica libera | Leandro Ribela | 43'36"2        | 90°       |

| Gara                   | Atleta           | Tempo d'arrivo | Posizione |
| ---------------------- | ---------------- | -------------- | --------- |
| 10 km a tecnica libera | Jaqueline Mourão | 30'22"2        | 67°       |

## Snowboard
| Gara                      | Atleta               | Qualificazioni | Qualificazioni | Ottavi | Quarti | Semifinali | Finale |
| ------------------------- | -------------------- | -------------- | -------------- | ------ | ------ | ---------- | ------ |
| Snowboard cross femminile | Isabel Clark Ribeiro | 1'41"10        | 19°            |        |        |            | 19°    |